# زاری‌محله
زاری‌محله، روستایی است از توابع بخش میان‌دورود شهرستان ساری در استان مازندران ایران.

## جمعیت
این روستا در دهستان میان‌دورود بزرگ قرار داشته و براساس آخرین سرشماری مرکز آمار ایران که در سال ۱۳۸۵ صورت گرفته، جمعیت آن ۲۱نفر (۷خانوار) بوده‌است.